# Clubiona upoluensis
Clubiona upoluensis là một loài nhện trong họ Clubionidae.
Loài này thuộc chi Clubiona. Clubiona upoluensis được Brian John Marples miêu tả năm 1964.